# Jean-François Née de La Rochelle
 (septembre 2023).
Jean-Baptiste-François Née de La Rochelle (né à Paris le 9 novembre 1751, mort le 16 février 1838 à La Charité-sur-Loire) est un libraire parisien devenu juge dans le département de la Nièvre.

## Biographie
Il est placé, à partir de novembre 1765, en apprentissage chez le libraire parisien Jean-Baptiste Gogué, avec qui sa mère s'est remariée. Il est reçu libraire le 31 décembre 1773. De 1773 à 1786, il travaille en association avec son beau-père Jean-Baptiste Gogué, à qui il succédera.
En juin 1793, revend sa librairie à son beau-frère Jacques-Simon Merlin, mais continue à pratiquer la librairie à Paris jusqu'en 1794 au moins.
Il quitte Paris pour se retirer dans le Nivernais ; de 1802 à 1828, il exerce comme juge de paix à La Charité-sur-Loire.

## Ses publications
- Vie d’Étienne Dolet, imprimeur à Lyon dans le seizième siècle, Paris : Gogué & Née de la Rochelle, 1779
- Bibliographie instructive, tome dixième, contenant une table destinée à faciliter la recherche des livres anonymes qui ont été annoncés par M. de Bure le jeune dans sa Bibliographie instructive et dans le Catalogue de M. Gaignat, et à suppléer à tout ce qui a été omis dans les tables de ces deux ouvrages, précédée d'un discours sur la science bibliographique et sur les devoirs du bibliographe, Paris : Gogué & Née de la Rochelle, 1782

Comme éditeur scientifique
- Mémoires pour servir à l'histoire civile, politique et littéraire, à la géographie, et à la statistique de la Nièvre et des petites contrées qui en dépendent, commencés par Jean Née de La Rochelle, continués par Pierre Gillet, corrigés, augmentés et mis en nouvel ordre par Jean-François Née de La Rochelle, Bourges : J.-B.-C. Souchois, 1827 : tome I -  tome II - tome III.